# Saldanha Bay Local Municipality
Saldanha Bay (englisch Saldanha Bay Local Municipality, afrikaans Saldanhabaai Plaaslike Munisipaliteit) ist eine Lokalgemeinde im Distrikt West Coast der südafrikanischen Provinz Westkap. Der Sitz der Gemeindeverwaltung befindet sich in Vredenburg. Bürgermeister ist Marius Koen.
Der ursprüngliche portugiesische Name für die Bucht am Atlantik lautete Agoada de Saldanha. Der erste Teil dieser Namensgebung bezieht sich auf die einstige lokale Funktion als „Tränkplatz“. Im Jahre 1503 wurde der Seefahrer António de Saldanha bei der Wasseraufnahme für sein Schiff durch Khoikhoi-Kämpfer verletzt. Dieses Ereignis wurde für diesen Ort namensprägend. Auch Joris van Spilbergen übernahm im Jahre 1601 bei seiner Einfahrt in die Bucht diesen Namen.

## Geographie
Auf dem Gebiet der Gemeinde liegt der Hafen Saldanha, der hauptsächlich dem Warenumschlag als Endpunkt der Bahnstrecke Sishen–Saldanha dient.

## Städte und Orte

Topografie der Lokalgemeinde

Folgende Ortschaften befinden sich in der Lokalgemeinde:
- Hopefield
- Jacobsbaai
- Langebaan
- Langebaanweg
- Paternoster
- Saldanha
- St Helena Bay
- Vredenburg

## Bevölkerung
Gemäß der Volkszählung im Jahr 2011 hatte die Gemeinde 99.193 Einwohner in 28.835 Haushalten auf einer Gesamtfläche von 1766 km². Davon waren 55,8 % Coloured, 24,5 % schwarz und 18 % weiß. Gesprochen wurde zu 70,8 % Afrikaans, zu 16 % isiXhosa, zu 6,5 % Englisch, zu 1,2 % Sesotho und zu 0,7 % Setswana.

## Infrastruktur
Die Trinkwasserversorgung im Gebiet der Gemeinde erfolgt überwiegend durch Rohrleitungen, die vom Withoogte Water Treatment Works in Moorreesburg heranführen, das zum Western Cape Water Supply System gehört. 
Die Wasserknappheit seit 2015 in Südafrika hat auch diese Region getroffen. In der Gemeinderatsversammlung vom 29. Oktober 2018 wurden Rationierungen für den individuellen Wasserverbrauch der ansässigen Bevölkerung per Beschluss vom bislang gültigen Level 6B auf 5 herabgesetzt. Daraus ergaben sich Maximalverbrauchswerte, wie 100 Liter für jede Person pro Tag und für Wohngrundstücke maximal 15.000 Liter pro Monat. Die gewerblichen und industriellen Nutzer sollen ihren Wasserverbrauch um 40 % senken, sofern es ihnen möglich ist. Die Nutzung der kommunalen Trinkwasserversorgung für Gartenanlagen ist demnach täglich für maximal zwei Stunden von 06:00 bis 08:00 Uhr vormittags oder 19:00 bis 21:00 Uhr abends zulässig, sofern der Verbraucher im Limit von 15.000 Litern pro Monat bleibt. Darunter zählt die Bewässerung von privaten Blumenbeeten, Rasenflächen und Gemüsekulturen, ferner landwirtschaftliche Nutzflächen und andere Pflanzungen, Sportplätze, Golfplätze, Schulen, andere Bildungseinrichtungen, Baumschulen, Parks sowie weitere Freiflächen.

## Naturschutzgebiete
- West Coast National Park